# Body Language (Album)
Body Language ist das neunte Studioalbum der australischen Popsängerin Kylie Minogue. Es erschien im November 2003.

## Entstehung
Kylie Minogue nahm Body Language im Sommer 2003 in London, Irland und Spanien auf. Dabei arbeitete sie mit unterschiedlichen Produzenten und Künstlern zusammen, darunter auch Emilíana Torrini. Für den Titel des Albums ließ sich Minogue von der Textzeile „…read my Body Language“ aus dem Song Slow inspirieren.
Zur Veröffentlichung des Albums präsentierte die Sängerin am 15. November 2003 eine einmalige Show in London, bei der nur geladene Gäste und Gewinner von Karten, die in ganz Europa verlost worden sind, die Möglichkeit hatten Minogue live zu erleben. Bezeichnenderweise hieß die Show deshalb Money Can’t Buy. Die Aufzeichnung hierzu wurde 2004 als Body Language Live auf DVD veröffentlicht.

## Stil
Für das Gros der Stücke auf Body Language ist eine Abkehr vom Dance-Sound des erfolgreichen Vorgängeralbums Fever charakteristisch. So ist der Stil des Albums, mit Ausnahme der Vorabsingle Slow, vor allem durch R-’n’-B-Einflüsse geprägt.

## Trackliste
(Singles*) (Komposition)
1. Slow* (Kylie Minogue/Dan Carey/Emilíana Torrini) – 3:15
2. Still Standing (Ash Thomas/Alexis Strum) – 3:40
3. Secret (Take You Home) (Reza Safinia/Lisa Greene/Niomi McLean-Daley/Hugh Clarke/Paul George/Gerard Charles/Brian P.George/Curtis T.Bedeau/Lucien J.George) – 3:16
4. Promises (K. Khaleel/David Billing) – 3:16
5. Sweet Music (Kylie Minogue/Ash Thomas/Karen Poole) – 4:11
6. Red Blooded Woman* (Johnny Douglas/Karen Poole) – 4:21
7. Chocolate* (Karen Poole/Johnny Douglas) – 5:00
8. Obsession (K. Khaleel/David Billing/M. Grey) – 3:31
9. I Feel For You (J. Piccioni/L. Winstanley/S. Anselmetti) – 4:19
10. Someday (Kylie Minogue/Emiliana Torrini/Ash Thomas) – 4:18
11. Loving Days (Kylie Minogue/Richard Stannard/Julian Gallagher/Dave Morgan) – 4:26
12. After Dark (Cathy Dennis/Chris Braide) – 4:09

Bonustrack (australische Version)
- Slow Motion (Kylie Minogue/Andrew Frampton/Mark Stent/Wayne Wilkin)

Bonustracks (japanische Version)
- Slow Motion (Kylie Minogue/Andrew Frampton/Mark Stent/Wayne Wilkin)
- You Make Me Feel (Kylie Minogue/Tommy D/Felix Howard/Marius Devries)

Bonustracks (US-amerikanische Version)
- You Make Me Feel (Kylie Minogue/Tommy D/Felix Howard/Marius Devries)
- Cruise Control (Kylie Minogue/Karen Poole/Johnny Douglas)
- Slow (Video)
- Can’t Get You Out of My Head (Bonus Live Video)
- The Making of the Slow-Video

## Singles
Slow
Slow, die erste Singleauskopplung aus Body Language, schaffte in der ersten Woche nach Veröffentlichung den Sprung auf Platz 1 der Charts sowohl in Großbritannien als auch in Australien. Auch in Spanien und Dänemark gelang Minogue mit dem Song ein Nr.-1-Hit. In den USA wurde Slow Minogues dritte Nr. 1 in den Billboard Club/Dance Charts. Ein Chemical-Brothers-Remix von Slow erschien auf dem Soundtrack zur US-Serie Queer Eye for the Straight Guy. Für Slow erhielt Minogue 2005 im dritten Jahr in Folge eine Grammy-Nominierung in der Kategorie „Best Dance Recording“.
Red Blooded Woman
Die zweite Singleauskopplung Red Blooded Woman wurde zu einem Top-10-Erfolg in Großbritannien, Australien, Spanien, Irland und Italien. In den US-Billboard-Singlecharts konnte sich Red Blooded Woman nicht platzieren, erreichte aber die Nummer 1 der Billboard Dance Radio Airplay Charts.
Chocolate
Chocolate enthielt als B-Seite den Song City Games. Video: Dawn Shadforth
Secret (Take You Home)
Secret (Take You Home) wurde als Promotionsingle Anfang 2004 in Taiwan veröffentlicht.

## Demoversionen
Einige Demos aus den Aufnahmesessions fanden ihren Weg später illegal ins Internet.
- I’m Just Here for the Music
- My Image Unlimited
- Trippin’ Me Up
- I’m Sorry
- On the Up

## Kommerzieller Erfolg

### Chartplatzierungen

#### Album
| ChartsChartplatzierungen       | Höchstplatzierung | Wochen |
| ------------------------------ | ----------------- | ------ |
| Australien (ARIA)              | 2 (18 Wo.)        | 18     |
| Deutschland (GfK)              | 11 (17 Wo.)       | 17     |
| Österreich (Ö3)                | 23 (8 Wo.)        | 8      |
| Schweiz (IFPI)                 | 8 (17 Wo.)        | 17     |
| Vereinigte Staaten (Billboard) | 42 (8 Wo.)        | 8      |
| Vereinigtes Königreich (OCC)   | 6 (31 Wo.)        | 31     |

| ChartsJahrescharts (2003)    | Platzierung |
| ---------------------------- | ----------- |
| Australien (ARIA)            | 54          |
| Vereinigtes Königreich (OCC) | 63          |

#### Singles
| Jahr | Titel             | Höchstplatzierung, Gesamtwochen, AuszeichnungChartplatzierungen (Jahr, Titel, , Platzierungen, Wochen, Auszeichnungen, Anmerkungen) | Höchstplatzierung, Gesamtwochen, AuszeichnungChartplatzierungen (Jahr, Titel, , Platzierungen, Wochen, Auszeichnungen, Anmerkungen) | Höchstplatzierung, Gesamtwochen, AuszeichnungChartplatzierungen (Jahr, Titel, , Platzierungen, Wochen, Auszeichnungen, Anmerkungen) | Höchstplatzierung, Gesamtwochen, AuszeichnungChartplatzierungen (Jahr, Titel, , Platzierungen, Wochen, Auszeichnungen, Anmerkungen) | Höchstplatzierung, Gesamtwochen, AuszeichnungChartplatzierungen (Jahr, Titel, , Platzierungen, Wochen, Auszeichnungen, Anmerkungen) | Höchstplatzierung, Gesamtwochen, AuszeichnungChartplatzierungen (Jahr, Titel, , Platzierungen, Wochen, Auszeichnungen, Anmerkungen) | Anmerkungen                                                |
| Jahr | Titel             | DE | AT | CH | UK | US | AU | Anmerkungen                                                |
| ---- | ----------------- | --- | --- | --- | --- | --- | --- | ---------------------------------------------------------- |
| 2003 | Slow              | DE8 (9 Wo.)DE | AT20 (13 Wo.)AT | CH18 (11 Wo.)CH | UK1 (14 Wo.)UK | US91 (3 Wo.)US | AU1 Platin · (11 Wo.)AU | Erstveröffentlichung: 3. November 2003 Verkäufe: + 302.000 |
| 2004 | Red Blooded Woman | DE16 (10 Wo.)DE | AT23 (11 Wo.)AT | CH15 (13 Wo.)CH | UK5 (9 Wo.)UK | — | AU4 (5 Wo.)AU | Erstveröffentlichung: 27. Februar 2004 Verkäufe: + 5.000   |
| 2004 | Chocolate         | DE43 (7 Wo.)DE | AT58 (4 Wo.)AT | CH53 (7 Wo.)CH | UK6 (7 Wo.)UK | — | AU14 (4 Wo.)AU | Erstveröffentlichung: 28. Juni 2004                        |

### Auszeichnungen für Musikverkäufe
| Land/Region                  | Auszeichnungen für Musikverkäufe (Land/Region, Auszeichnung, Verkäufe) | Verkäufe |
| ---------------------------- | ---------------------------------------------------------------------- | -------- |
| Australien (ARIA)            | 2× Platin                                                              | 140.000  |
| Österreich (IFPI)            | Gold                                                                   | 15.000   |
| Schweiz (IFPI)               | Gold                                                                   | 20.000   |
| Vereinigte Staaten (RIAA)    | —                                                                      | 177.000  |
| Vereinigtes Königreich (BPI) | Platin                                                                 | 300.000  |
| Insgesamt                    | 2× Gold · 3× Platin ·                                                  | 652.000  |

Hauptartikel: Kylie Minogue/Auszeichnungen für Musikverkäufe

## Body Language Live
Kylie Minogue stellte Body Language auf der einmaligen Konzertveranstaltung Money Can't Buy im Hammersmith Apollo in London am 15. November 2003 vor. Karten hierfür waren nicht käuflich zu erwerben, sondern wurden europaweit verlost bzw. an geladene Gäste vergeben.
Neben sechs Titeln aus Body Language präsentierte Minogue auch Hits aus ihren Alben Fever und Light Years. Ein Highlight des Konzerts war das Mashup ihrer Single Breathe, vom Album Impossible Princess, mit dem Serge-Gainsbourg-Klassiker Je t’aime … moi non plus.
Folgende Titel sind darauf zu finden:
1. Still Standing
2. Red Blooded Woman
3. On a Night Like This
4. Breathe / Je t’aime
5. After Dark
6. Chocolate
7. Can’t Get You Out of My Head
8. Slow
9. Obsession
10. In Your Eyes
11. Secret (Take You Home)
12. Spinning Around
13. Love at First Sight

### Chartplatzierungen
Die Veröffentlichung des Konzerts auf DVD als Body Language Live konnte sich auf Position 64 der deutschen Albumcharts platzieren.
| ChartsChartplatzierungen | Höchstplatzierung | Wochen |
| ------------------------ | ----------------- | ------ |
| Deutschland (GfK)        | 64 (1 Wo.)        | 1      |

### Auszeichnungen für Musikverkäufe
| Land/Region                  | Auszeichnungen für Musikverkäufe (Land/Region, Auszeichnung, Verkäufe) | Verkäufe |
| ---------------------------- | ---------------------------------------------------------------------- | -------- |
| Argentinien (CAPIF)          | Platin                                                                 | 8.000    |
| Australien (ARIA)            | Platin                                                                 | 15.000   |
| Vereinigtes Königreich (BPI) | Gold                                                                   | 25.000   |
| Insgesamt                    | 1× Gold · 2× Platin ·                                                  | 48.000   |

Hauptartikel: Kylie Minogue/Auszeichnungen für Musikverkäufe